# Tangvayosaurus hoffeti
Tangvayosaurus hoffeti („ještěr z vesnice Tang Vay“) byl druh sauropodního dinosaura z kladu Somphospondyli, žijícího v období spodní křídy na území dnešního Laosu.

## Objev
Fosilie tohoto dinosaura byly objeveny v sedimentech souvrství Grès Supérior nedaleko města Savannakhet a pocházejí z období geologického stupně apt až alb (stáří asi 125 až 100 milionů let). Objevené fosilie nesou označení TV4-1 až TV4-36 a mají podobu ocasních obratlů, fragmentů pánve, žeber, kosti pažní. Celkem byly objeveny fosilie dvou až tří exemplářů. V roce 1999 byl tento taxon popsán mezinárodním týmem paleontologů pod jménem Tangvayosaurus hoffeti.

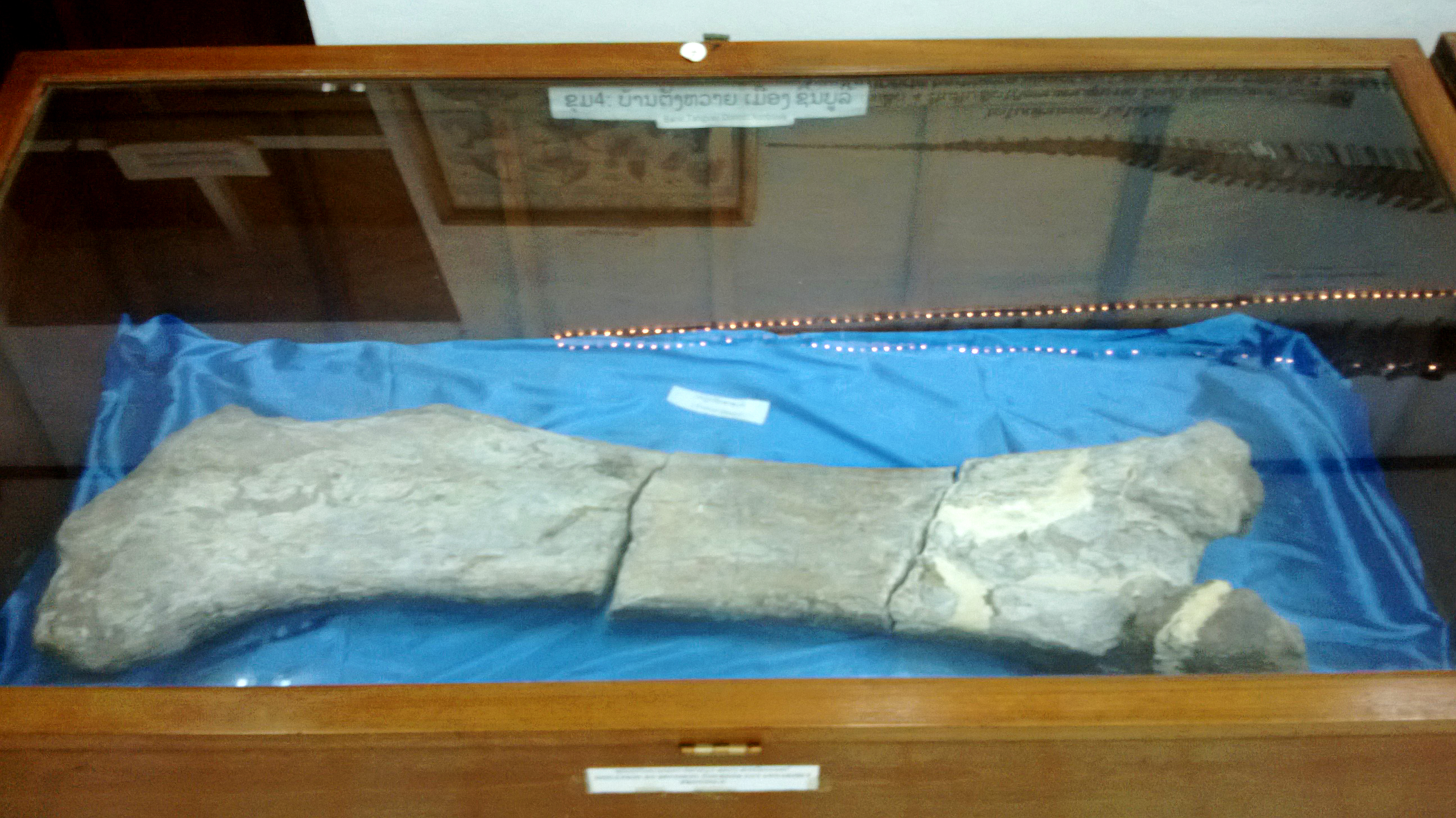
Stehenní kost druhu Tangvayosaurus hoffeti

## Rozměry
Tento dinosaurus byl mohutný čtyřnohý býložravec, dosahující délky asi 19 metrů a hmotnosti kolem 17 tun. Jeho přesné rozměry ale není možné na základě dostupných fosilií s dostatečnou jistotou odhadnout.

## Zařazení
Tangvayosaurus byl zástupcem skupiny Titanosauria a jeho blízkými příbuznými byly například rody Phuwiangosaurus z Thajska, Huabeisaurus z Číny nebo Oceanotitan z Portugalska.